# Łukasz Piebiak
Łukasz Konrad Piebiak (ur. 28 listopada 1976 w Lublinie) – polski sędzia, w latach 2015–2019 podsekretarz stanu w Ministerstwie Sprawiedliwości.

## Życiorys
Jest absolwentem Wydziału Prawa i Administracji Uniwersytetu Marii Curie-Skłodowskiej w Lublinie oraz studiów podyplomowych w Szkole Głównej Handlowej w Warszawie oraz na Uniwersytecie Łódzkim. W 2022 obronił na Akademii Ekonomiczno-Humanistycznej w Warszawie napisaną pod kierunkiem Tomasza Demendeckiego rozprawę doktorską pt. System prekluzji a przymus adwokacko-radcowski w postępowaniu w sprawach gospodarczych.
W 2007 został powołany na sędziego Sądu Rejonowego dla m.st. Warszawy. W latach 2009–2010 członek zespołu ekspertów ds. reformy wymiaru sprawiedliwości powołanego przez Rzecznika Praw Obywatelskich. Od 2011 stały współpracownik Banku Światowego przy przygotowywaniu raportów Doing Business.
23 listopada 2015 został powołany przez premier Beatę Szydło na podsekretarza stanu w Ministerstwie Sprawiedliwości. W styczniu 2017, odpowiadając na interpelację poselską w sprawie wprowadzenia zakazu symboli krzyża celtyckiego oraz hasła „White Pride”, argumentował, że hasła te są niejednoznaczne i że mogą być też wyrazem „symboliki religijnej” lub nazwą „ruchu społecznego sprzeciwiającego się biologicznemu mieszaniu ras ludzkich”.
Do chwili powołania na stanowisko podsekretarza stanu członek zarządu Stowarzyszenia Sędziów Polskich „Iustitia”, odpowiedzialny m.in. za kierowanie zespołem ds. ustroju sądów. W lipcu 2017 zarząd stowarzyszenia wniósł o wykluczenie Łukasza Piebiaka ze stowarzyszenia, uzasadniając swoją decyzję jego działaniami i wypowiedziami wspierającymi uchwalenie ustawy z dnia 12 lipca 2017 roku o zmianie ustawy – Prawo o ustroju sądów powszechnych, jako sprzecznych z podstawowymi celami „Iustitii”, którymi są umacnianie niezależności sądów i niezawisłości sędziów. We wrześniu 2017 warszawski oddział „Iustitii” usunął go ze stowarzyszenia.
W 2018 stał na czele delegacji polskiego rządu, omawiającej w Brukseli tekst Konkluzji Rady Unii Europejskiej ws. stosowania Karty Praw Podstawowych w 2017 celem ich zawetowania.
19 sierpnia 2019 portal Onet.pl opublikował wyniki dziennikarskiego śledztwa mówiące o tym, że od czerwca 2018 koordynował akcję mającą na celu skompromitowanie co najmniej 20 sędziów sprzeciwiających się zmianom w wymiarze sprawiedliwości, w tym prezesa „Iustitii” Krystiana Markiewicza, poprzez publikację anonimowych historii zawierających plotki oraz pogłoski na temat ich życia prywatnego. Następnego dnia Piebiak złożył rezygnację z urzędu podsekretarza stanu w Ministerstwie Sprawiedliwości.
Od czerwca 2020 do 2024 był delegowany do Instytutu Wymiaru Sprawiedliwości. W kwietniu 2024 powrócił do orzekania w Sądzie Rejonowym dla m.st. Warszawy.